# مارچوبه (سرده)

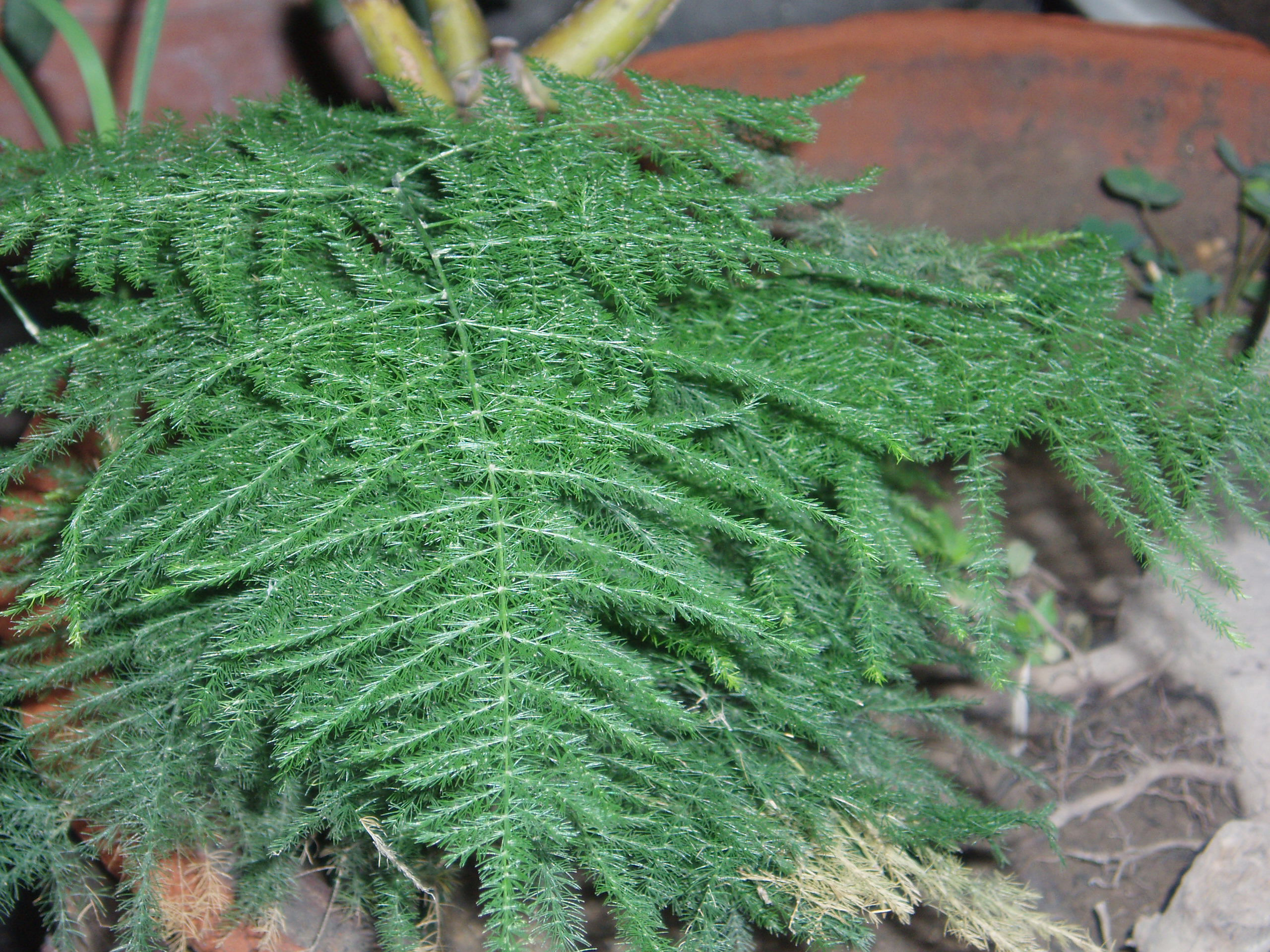
لوبیا سبز

لوبیا سبز سرده‌ای از گیاهان گلدار از تیره مارچوبگان است. که شامل بیش از ۳۰۰ گونه است.بیشتر آنها گیاهان پایای همیشه‌سبزی با عمر طولانی هستند که از سایبان جنگل  به عنوان گیاهان بالارونده یا بوته رشد می کنند.شناخته‌شده‌ترین گونه آن گونه خوردنی مارچوبه است.كه مي‌توان‌ با آن خوراكی‌هاى متنوعى ساخت.بعضی از سرده‌های دیگر آن به عنوان گیاه زینتی پرورش داده می‌شوند.

## نگارخانه

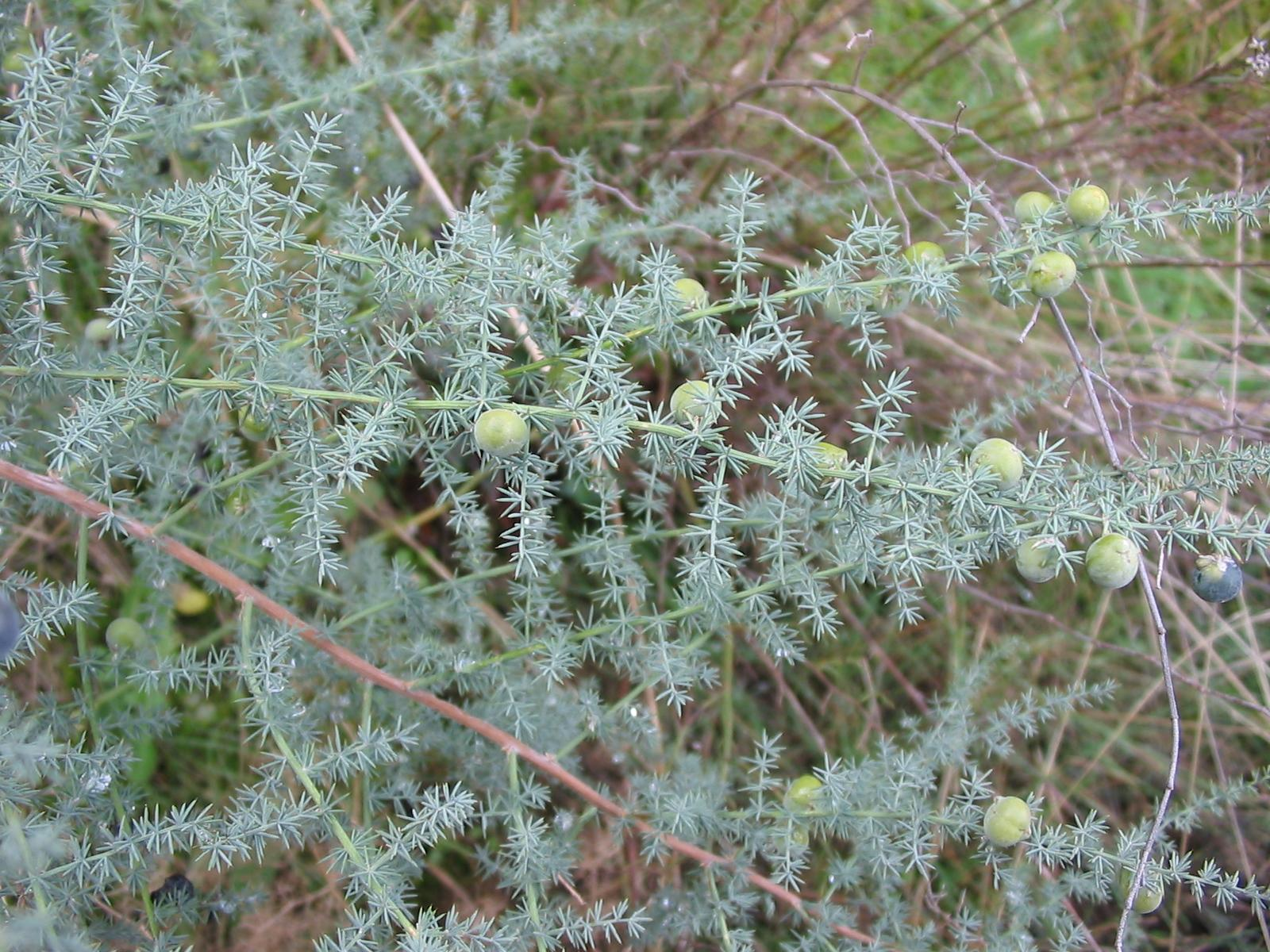
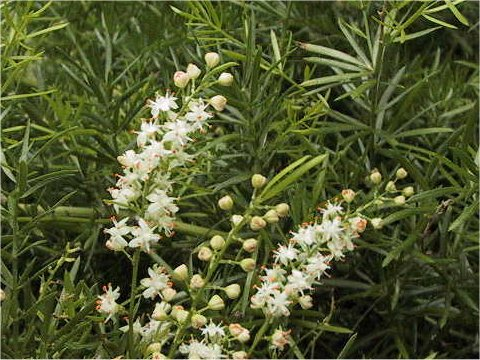
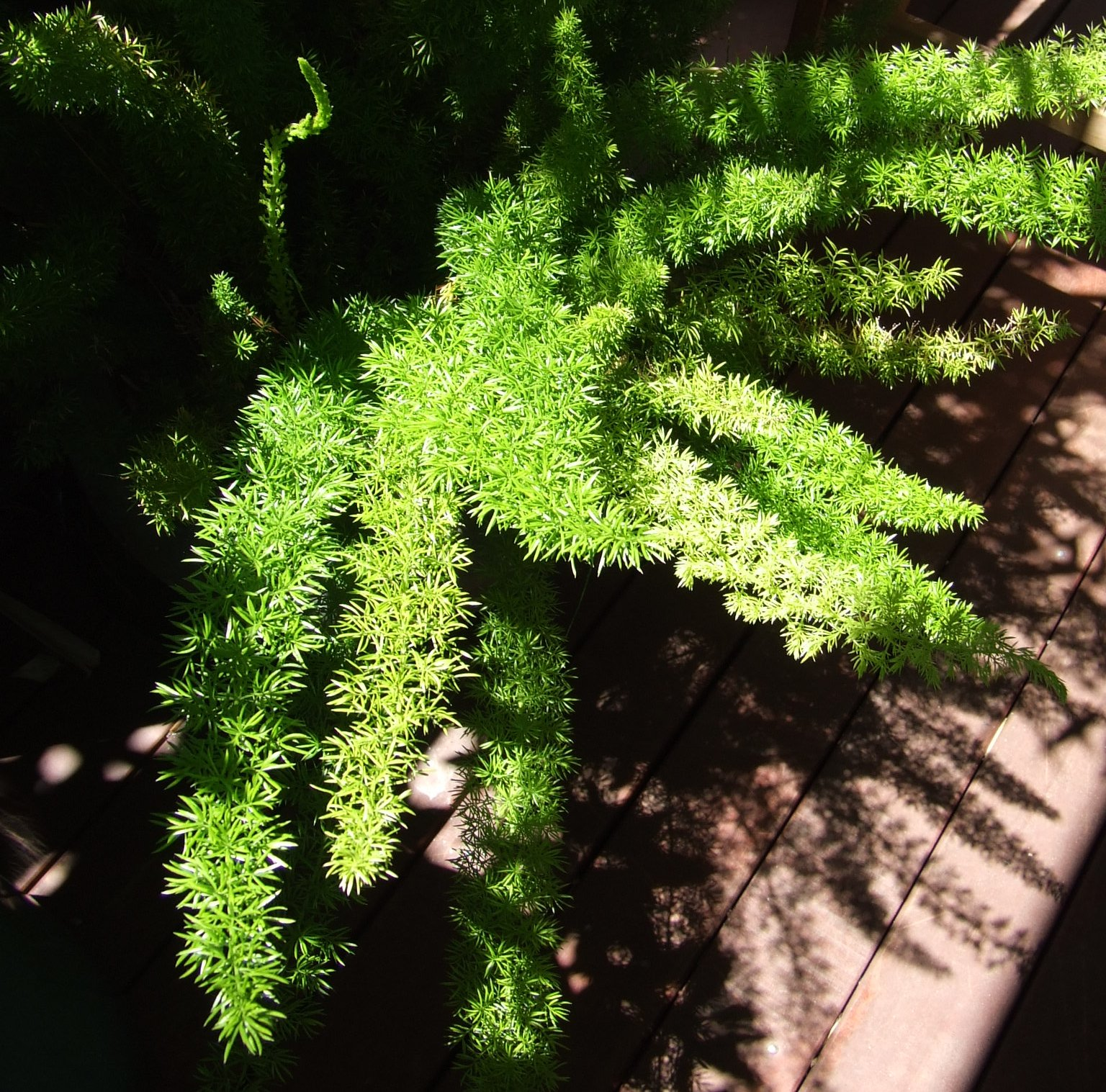
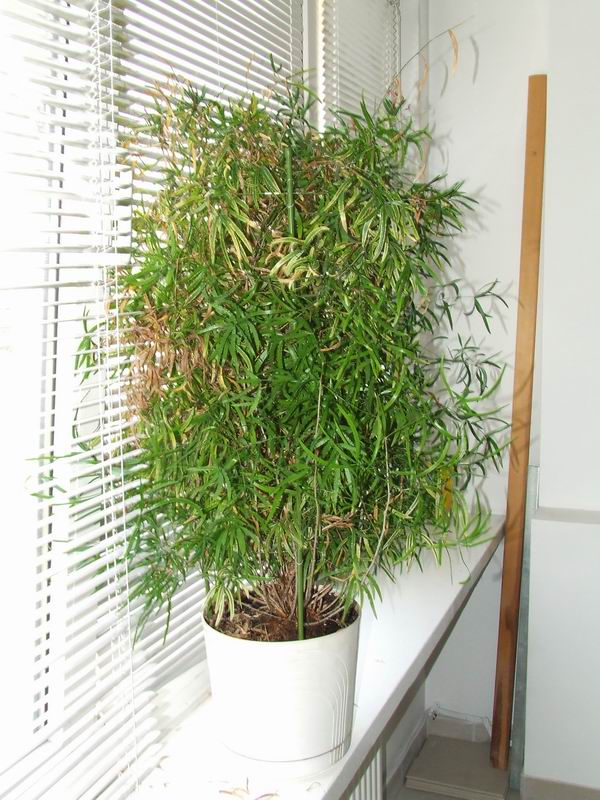
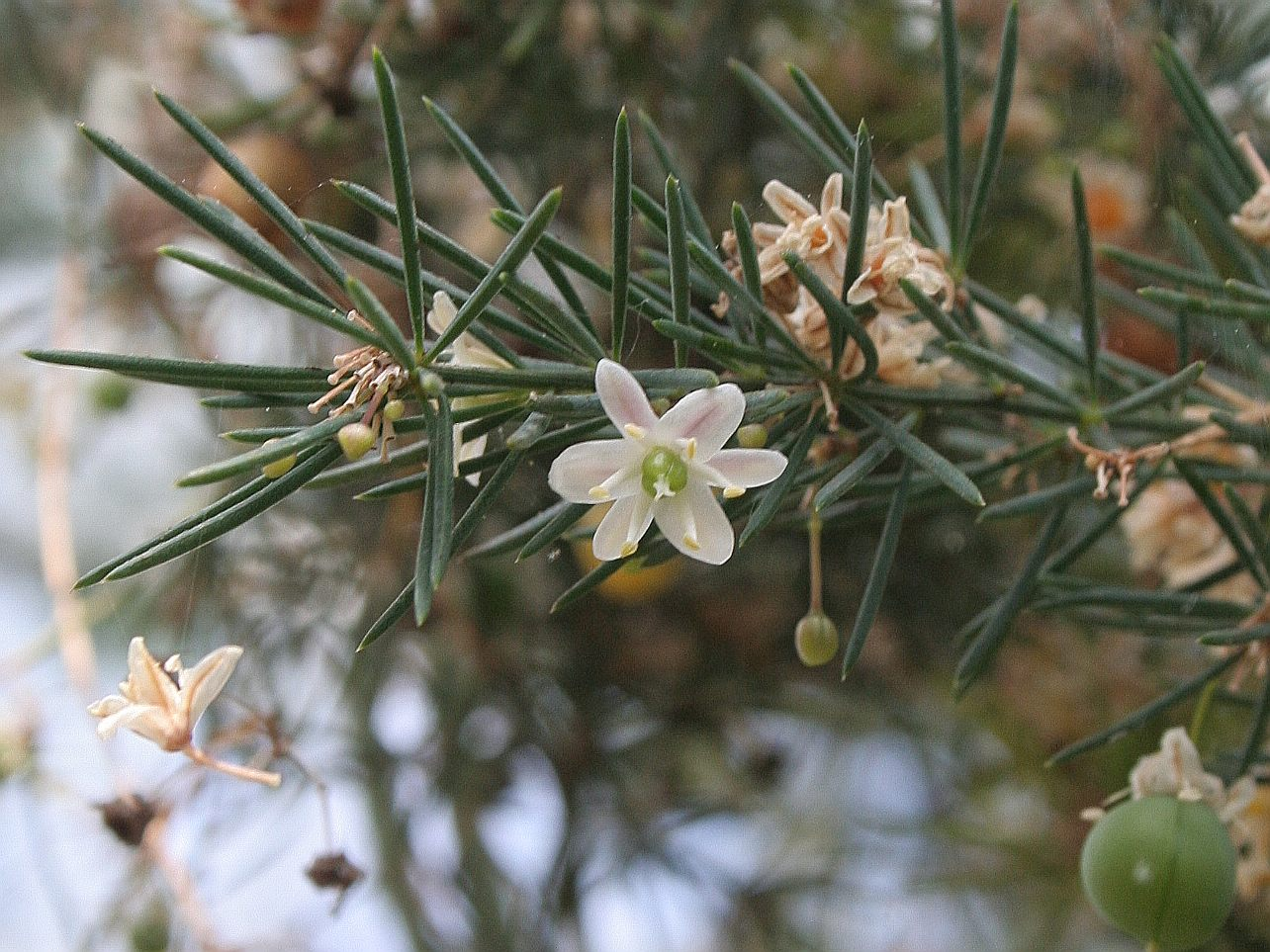
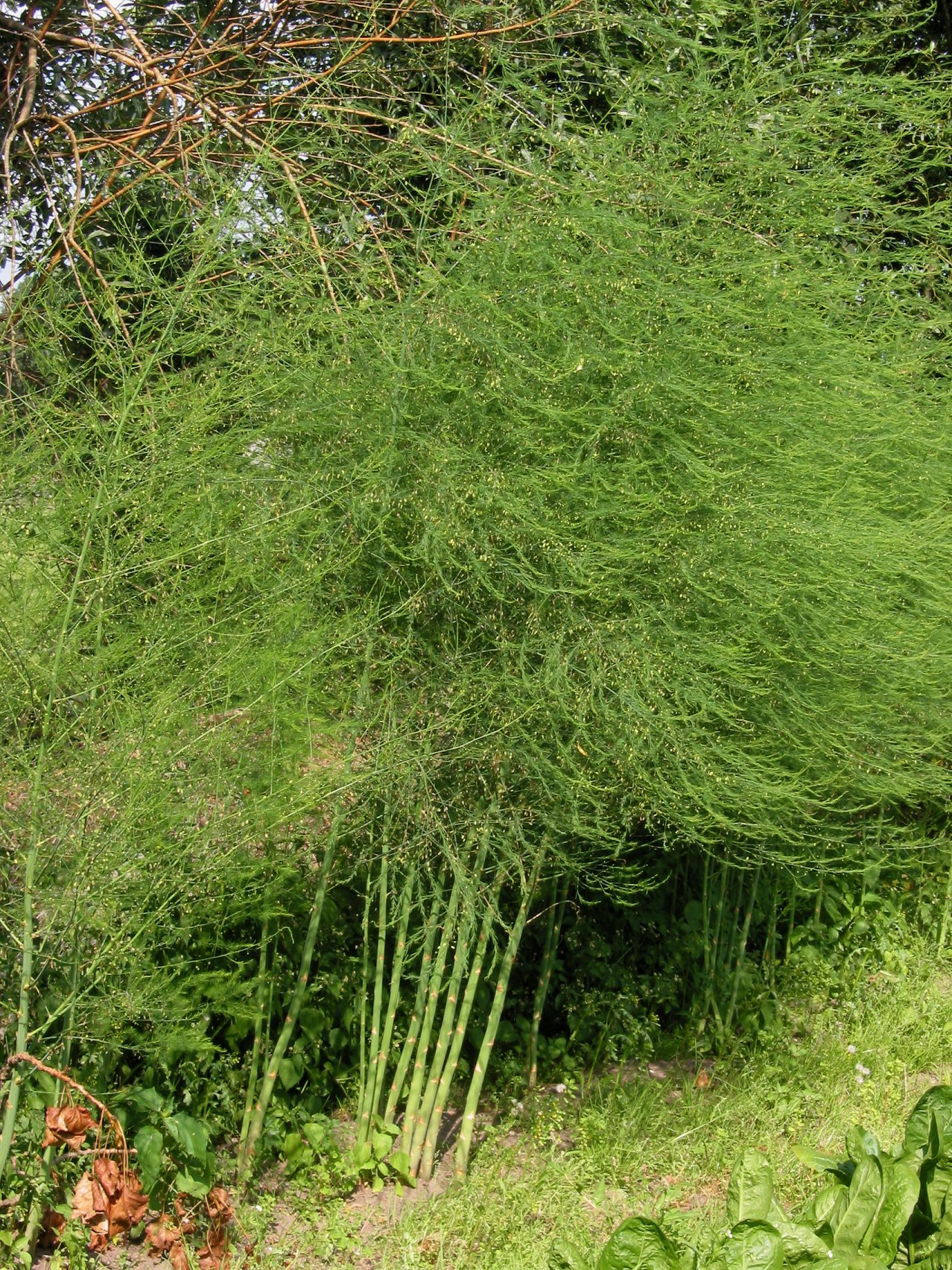
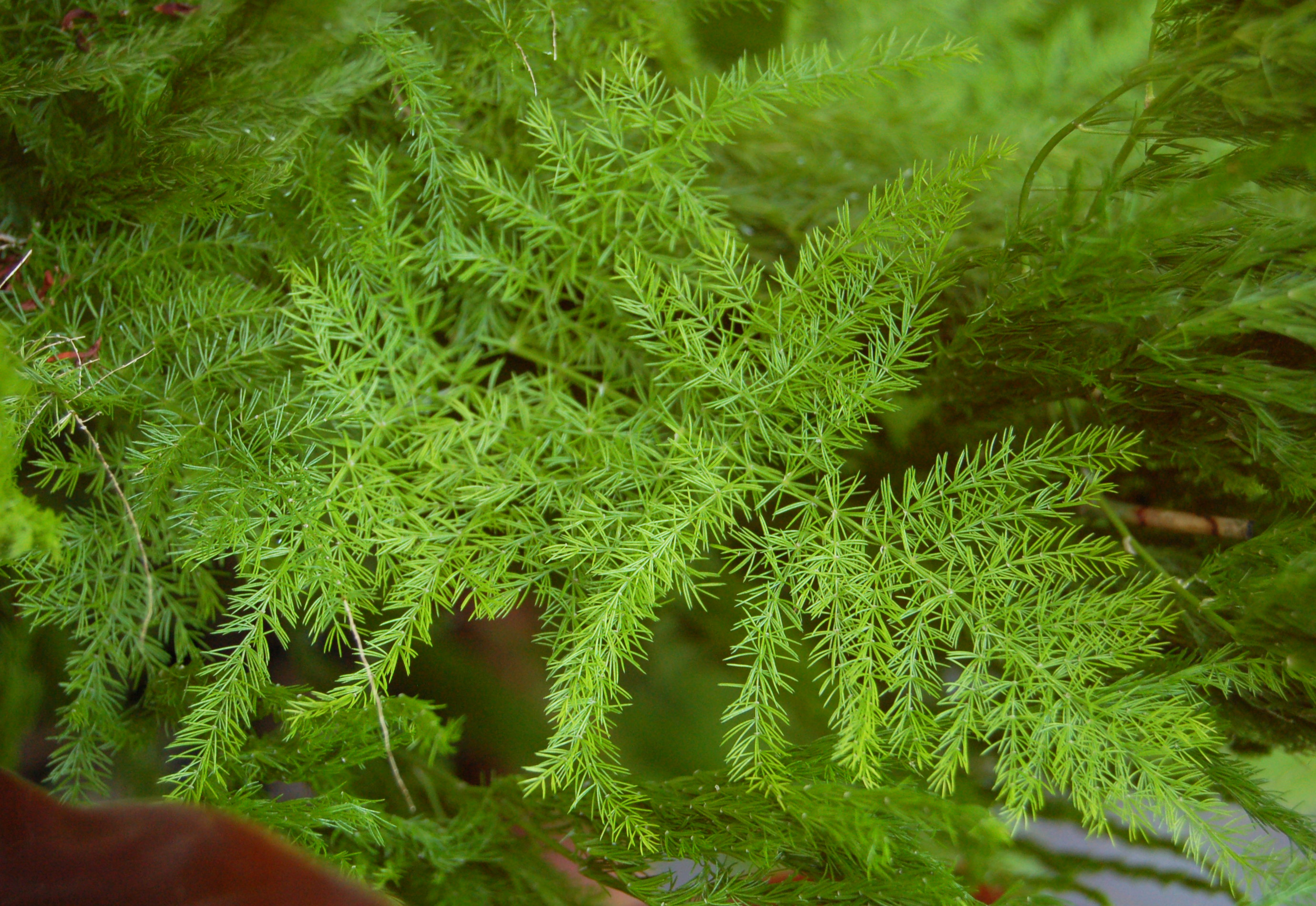
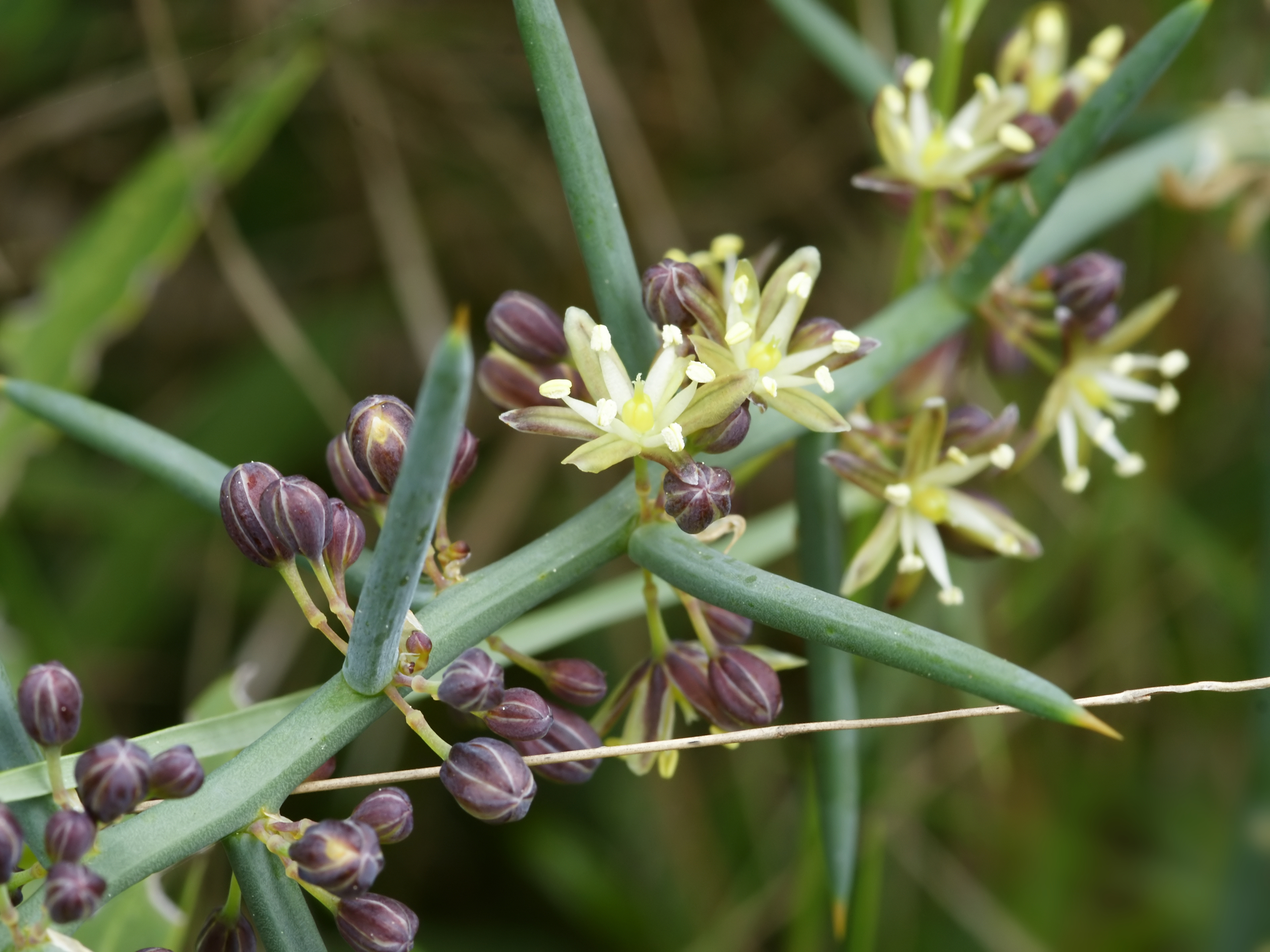
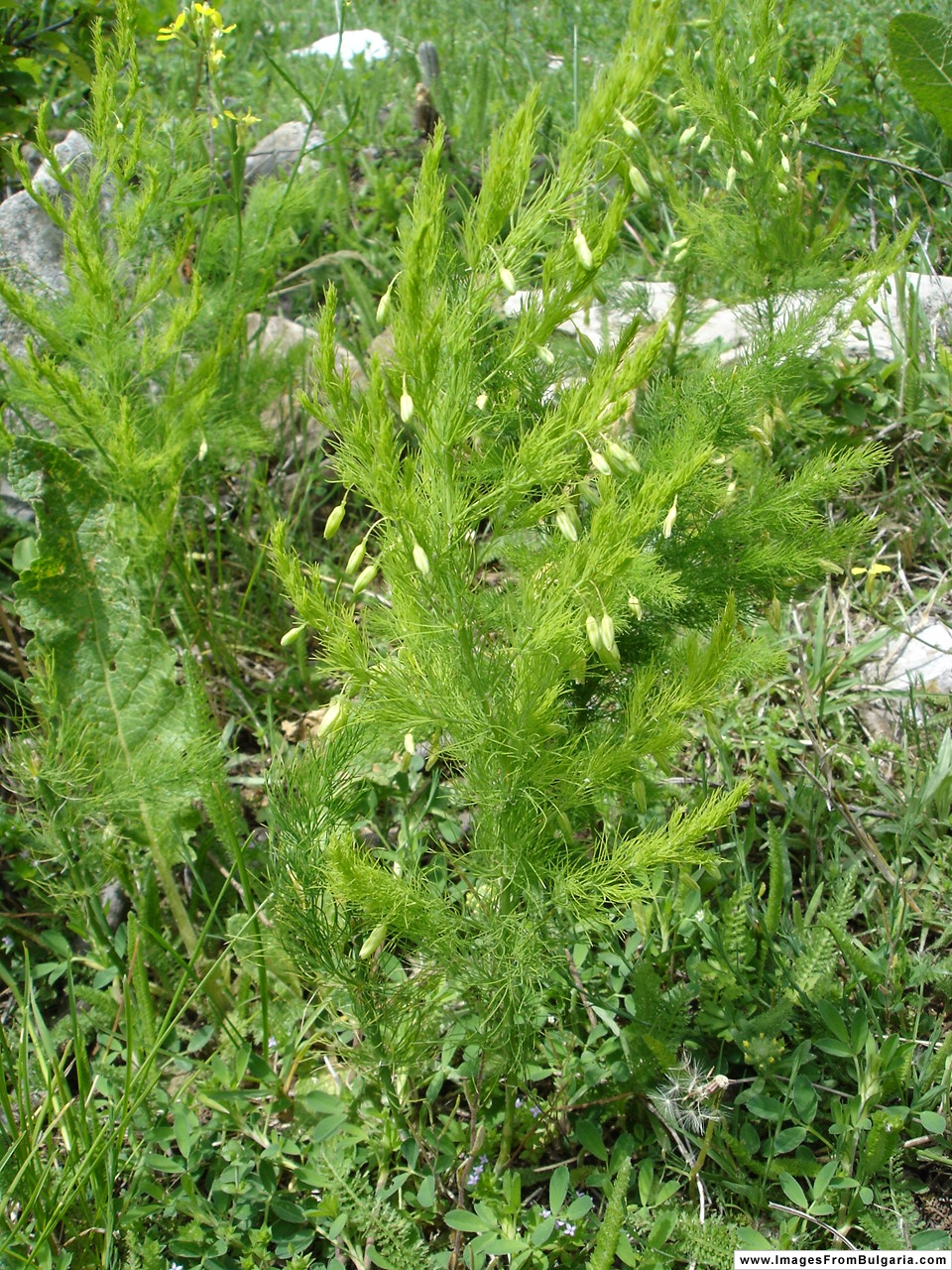
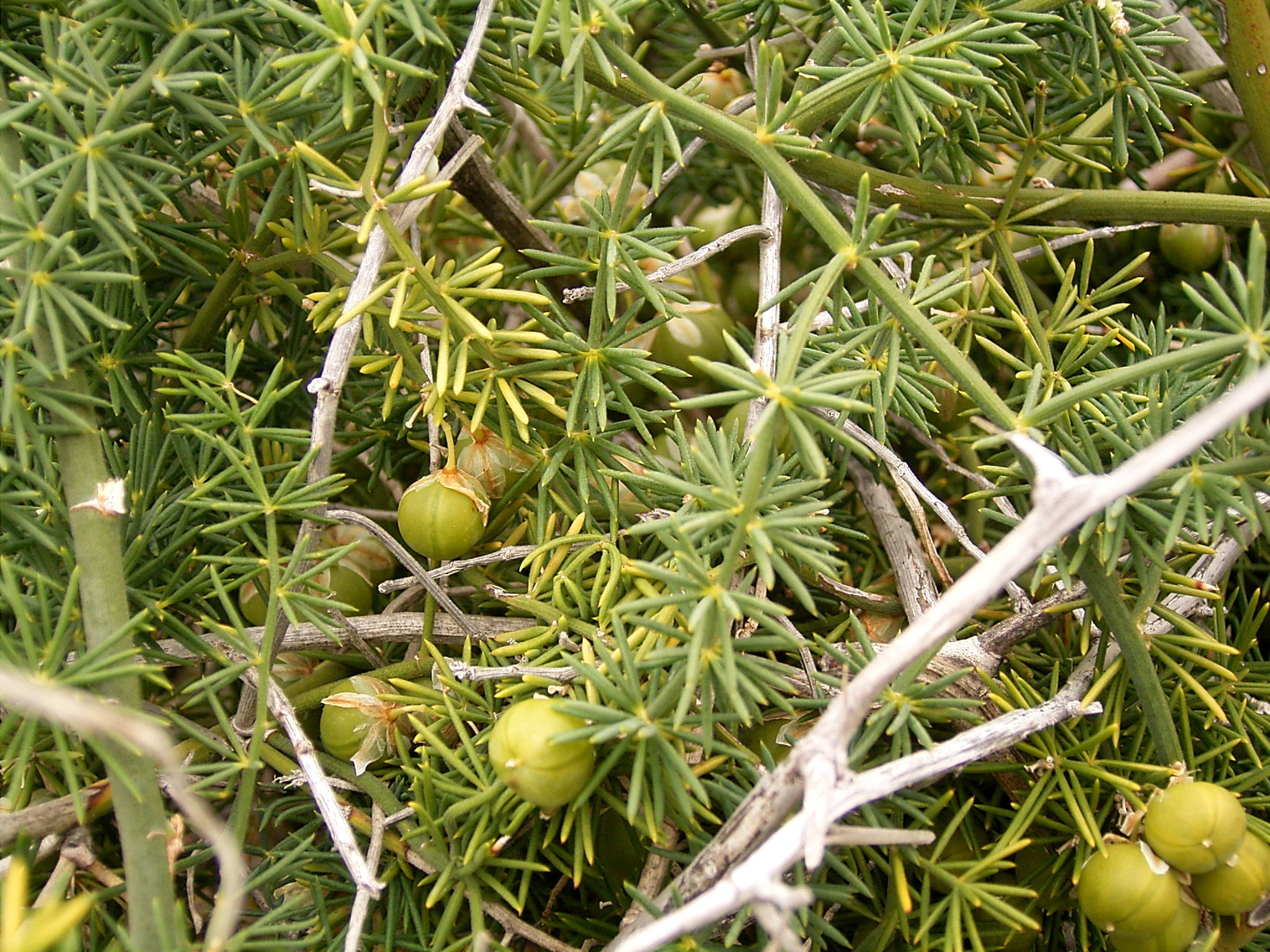
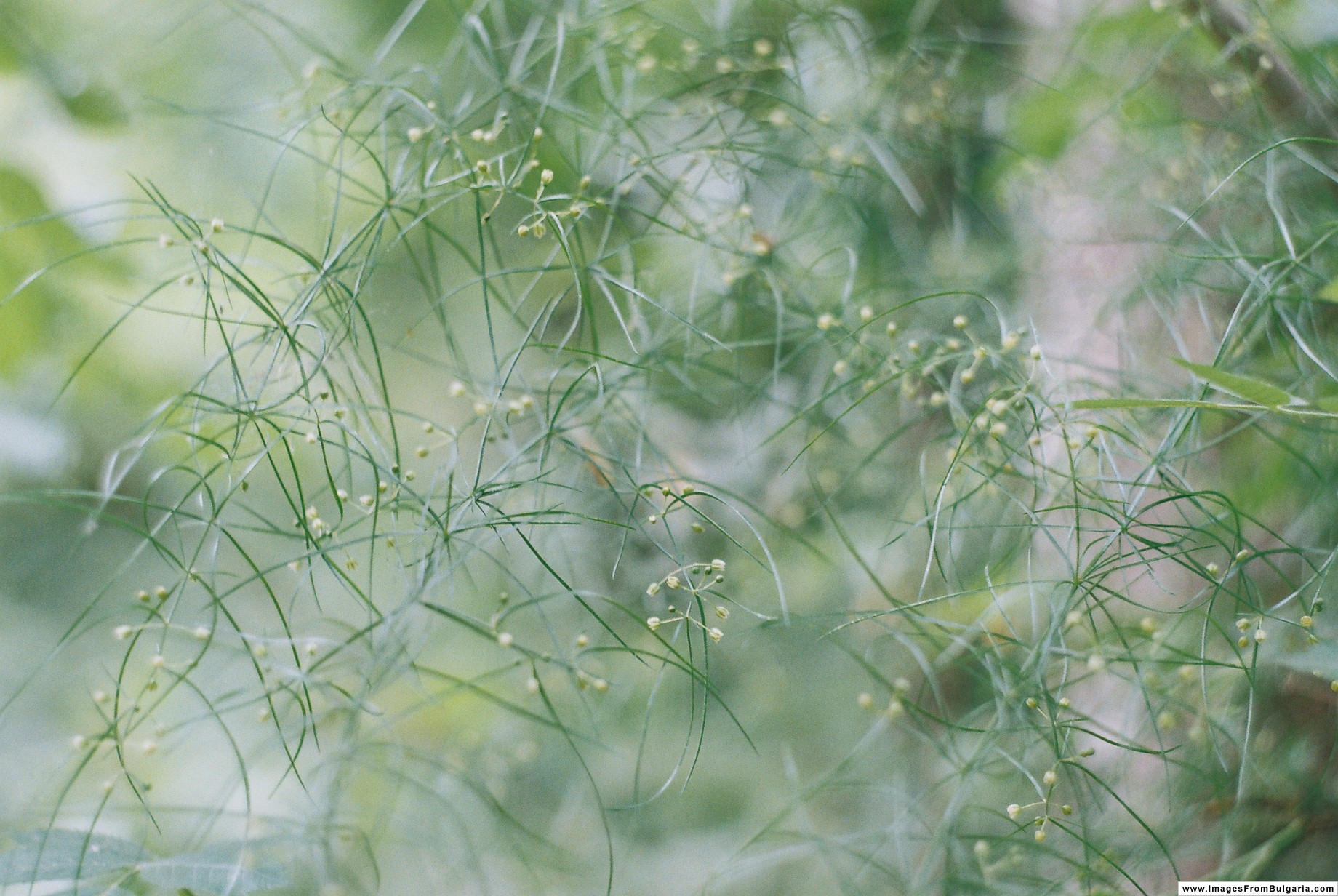